# Hard Reset
Hard Reset  es el séptimo álbum de estudio de la banda estadounidense de metalcore The Word Alive. El álbum fue lanzado el 25 de agosto de 2023 a través de Thriller Records y fue producido por Hiram Hernandez. Es el primer lanzamiento de la banda bajo Thriller Records. También es el primer álbum que presenta al guitarrista José DelRio y al baterista Daniel Nelson, y el último álbum con el guitarrista y fundador Zack Hansen, quien se fue en mayo de 2024.

## Antecedentes y lanzamiento
El 16 de noviembre de 2022, The Word Alive lanzó un video teaser de su nueva canción "Nocturnal Future", disponible el 17 de noviembre. Ese día, la banda presentó oficialmente el sencillo y su correspondiente video musical. Además, la banda también anunció que se habían separado de Fearless Records y firmado con Thriller Records.
El 3 de marzo de 2023, la banda publicó el segundo sencillo "New Reality" junto con un video musical que lo acompaña. El 19 de mayo, la banda estrenó el tercer sencillo "Strange Love". El 22 de junio, la banda lanzó el cuarto sencillo "Slow Burn". Al mismo tiempo, anunciaron oficialmente el álbum en sí y la fecha de lanzamiento, al mismo tiempo que revelaron la portada del álbum y la lista de canciones. El 7 de julio, se estrenó el video musical de "Slow Burn" en el canal de YouTube de la banda. El 4 de agosto, tres semanas antes del lanzamiento del álbum, la banda lanzó el quinto y último sencillo "Hate Me" con Julian Comeau de Loveless.

## Lista de canciones
| N.º | Título                                               | Duración |  |
| 1.  | «The Word Alive Is Dead...»                          | 2:42     |  |
| 2.  | «Hard Reset»                                         | 3:29     |  |
| 3.  | «Strange Love»                                       | 3:58     |  |
| 4.  | «One of Us» (con Noah Sebastian de Bad Omens)        | 3:43     |  |
| 5.  | «New Reality»                                        | 2:56     |  |
| 6.  | «Hate Me» (con Julian Comeau de Loveless)            | 3:41     |  |
| 7.  | «Slow Burn»                                          | 3:43     |  |
| 8.  | «Fade Away» (con Craig Mabbitt de Escape the Fate)   | 4:00     |  |
| 9.  | «A New Empty» (con Philip Strand de Normandie)       | 3:26     |  |
| 10. | «Static Rain»                                        | 3:27     |  |
| 11. | «Invisible Army»                                     | 3:20     |  |
| 12. | «Nocturnal Future»                                   | 4:32     |  |
| 13. | «War with You» (con Matt Good de From First to Last) | 4:03     |  |

## Personal
The Word Alive
- Tyler Smith - voz principal, teclados
- Zack Hansen - guitarras, coros, teclados, programación, bajo
- Jose DelRio - guitarras, coros, teclados, programación, bajo
- Daniel Nelson - batería, percusión

Músicos adicionales
- Noah Sebastian: voz (pista 4).
- Julian Comeau: voz (pista 6).
- Craig Mabbitt: voz (pista 8).
- Philip Strand: voz (pista 9).
- Matt Good: voz (pista 13).